# Tom Clancy’s Ghost Recon: Jungle Storm
Tom Clancy’s Ghost Recon: Jungle Storm (с англ. — «Шторм в Джунглях») — игра в жанре тактический шутер, разработанная компанией Red Storm Entertainment и изданная Ubisoft Entertainment в 2004 году как самостоятельная игра эксклюзивно для PlayStation 2 и Nokia N-Gage. Она полностью включает в себя «Tom Clancy’s Ghost Recon: Island Thunder» вместе с восемью новыми однопользовательскими миссиями, происходящими в Колумбии и дополнительными многопользовательскими картами. Издание также включает в себя обучение и новые тактические уроки, а также пять новых карт из дополнения «Tom Clancy’s Ghost Recon: Desert Siege» (так как отдельно они не издавались на приставке). Игра для Nokia N-Gage позиционируется разработчиками Gameloft как «наполовину сиквел», так как действия игры разворачиваются параллельно событиям на PlayStation 2.

## Сюжет
2010 год. Ситуация обострилась спустя месяц после событий Island Thunder. Теперь в стране воюют между собой три стороны — повстанцы, военные и правительство. Отряд «Призраков» возвращается и продолжает свою работу.
Наркокартель, который помог и финансировал ФДГ для своих усилиях на Кубе, FARC, инициировал ряд террористических нападений на колумбийское правительство, которое присоединилось к США. Колумбия обратилась за помощью после нападения на посольство США, на что оно реагирует, посылая отряд «Призраков», чтобы восстановить порядок и вывести картель из бизнеса.
После развертывания «Призраки» мобилизуются, чтобы встретиться с недавно сформированной группой ополченцев под названием MFLC («Movimiento de las Fuerzas Libres Colombianas»), которая в основном является южным эквивалентом FARC.
Хаос, вызванный MFLC, распространяется на Эквадор и Перу, что особенно важно для поддержания мира. На протяжении всей кампании «Призраки» выслеживали нескольких лидеров MFLC, защищали гражданские центры, разбросанные по всему региону, освобождали гражданских заключенных и пресекали поток наркотиков, чтобы прекратить финансовую поддержку MFLC. Хотя «Призраки» наносят огромный урон военным усилиям MFLC, MFLC и FARC имеют связи с внедрёнными секретными агентами на демократической Кубе. Если им не будет отказано в применении силы их командирами в Колумбии, они нанесут повсеместный ущерб Кубе и её населению.
Чтобы предотвратить этот бессмысленный акт насилия, «Призраки» атакуют последний крупный лагерь MFLC на холмах, который окружает большую радиовышку. С помощью миротворцев и захваченного персонала на башне «Призраки» закрыли канал для вербовки агентов на Кубе, проложив им обратный путь, чтобы они врезались в сердце MFLC и окончательно прекратили свое существование. Игра рассказывает в мельчайших подробностях о том, что происходит после того, как MFLC наконец побеждены, но, предположительно, их поражение закрывает мятеж, поднятый другими повстанческими группировками и FARC по всей Колумбии.

## Оценки
| Сводный рейтинг    | Сводный рейтинг | Сводный рейтинг |
| Издание            | Оценка          | Оценка          |
| Издание            | N-Gage          | PS2             |
| ------------------ | --------------- | --------------- |
| GameRankings       | 83,70 %         | 70,36 %         |
| Metacritic         | N/A             | 70/100          |
| Иноязычные издания |                 |                 |
| Издание            | Оценка          | Оценка          |
| Издание            | N-Gage          | PS2             |
| CVG                | N/A             | 78 %            |
| EGM                | N/A             | 5,33/10         |
| Game Informer      | N/A             | 7,5/10          |
| GamePro            | N/A             | [ 7 ]           |
| GameSpot           | N/A             | 6,3/10          |
| GameSpy            | N/A             | [ 9 ]           |
| GameZone           | N/A             | 7/10            |
| IGN                | N/A             | 6,5/10          |
| OPM                | N/A             | [ 12 ]          |
| Maxim              | N/A             | 8/10            |

Общие продажи Island Thunder и Tom Clancy’s Ghost Recon: Jungle Storm к концу марта 2004 года достигли 1,1 миллиона экземпляров.
Tom Clancy’s Ghost Recon: Jungle Storm получил смешанные рецензии. Он имеет совокупный балл 70,36% на GameRankings и 70/100 на Metacritic.